# Fléron
Fléron è un comune belga di 16 139 abitanti, situato nella provincia vallona di Liegi.
Il comune comprende le sezioni di Fléron, Magnée, Retinne e Romsée.
Secondo una leggenda, Fléron fu fondata nel 50 a.C. da un giovane schiavo che per la sua bellezza veniva chiamato Flos ("fiore") e che era divenuto un ricco orticoltore; dall'iniziale Fleuron il nome sarebbe divenuto col tempo Fléron.
Di notevole interesse sono la chiesa di Saint-Denis con il suo organo, la chiesa di Sainte-Julienne e alcuni antichi edifici situati sulla rue Heid-des-Chênes.